# Gherila galactică
Gherila galactică (1976) (titlu original Guérillero galactique) este un roman al scriitorului francez Pierre Barbet publicat sub pseudonimul David Maine.   A fost tradus în limba română de  Angela și Petru Pagu  și a fost publicat în 1992 la Editura Porus.  

## Intriga
Proaspătul absolvent al Facultății de Medicină, Minguera, ajunge plin de entuziasm pe planeta Zarnoï. El este îngrozit de tratamentul inuman aplicat nefericiților care lucrează în minele planetei. Revoltat, medicul duce acțiuni de gherilă, dar nu are pregătirea necesară și este rapid capturat. În curând ajunge în mâinile Tchaleks, dușmani ai imperialilor, și va trece prin școala dură a războiului partizanilor. De acum înainte, numele Minguera va fi temut de toți cei care exploatează oamenii în numele dictaturii imperiale. După multe isprăvi, el va primi cea mai mare distincție de la Tchaleks. Apoi dorește să se retragă din luptă, dar gherilele galactice se bazează pe experiența sa...

## Vezi și
- 1976 în literatură